# Little Rock, Minnesota
Little Rock är en ort i Beltrami County i delstaten Minnesota, USA.